# 코르노이부르크군

코르노이부르크군의 위치

코르노이부르크군(독일어: Bezirk Korneuburg)은 오스트리아 니더외스터라이히주에 위치한 군으로 행정 중심지는 코르노이부르크이며 면적은 661.84km2, 인구는 92,983명(2023년 기준), 인구 밀도는 140명/km2이다. 남서쪽과 서쪽으로는 툴른군, 북서쪽으로는 홀라브룬군, 북쪽과 북동쪽, 동쪽으로는 미스텔바흐군, 남동쪽으로는 겐제른도르프군, 남쪽으로는 빈과 접한다.

## 하위 행정 구역
3개 도시, 14개 시장도시, 3개 일반 시를 관할한다.
- 도시
  - 게라스도르프바이빈(Gerasdorf bei Wien)
  - 코르노이부르크(Korneuburg)
  - 슈토케라우(Stockerau)
- 시장도시
  - 비잠베르크(Bisamberg)
  - 엔처스도르프(Enzersfeld)
  - 에른스트브룬(Ernstbrunn)
  - 그로스무글(Großmugl)
  - 그로스루스바흐(Großrußbach)
  - 하겐브룬(Hagenbrunn)
  - 하르만스도르프(Harmannsdorf)
  - 하우슬라이텐(Hausleiten)
  - 랑겐처스도르프(Langenzersdorf)
  - 레오벤도르프(Leobendorf)
  - 니더홀라브룬(Niederhollabrunn)
  - 지른스도르프(Sierndorf)
  - 슈필레른(Spillern)
  - 슈테텔도르프암바그람(Stetteldorf am Wagram)
- 일반 시
  - 라이처스도르프(Leitzersdorf)
  - 루스나흐(Rußbach)
  - 슈테텐(Stetten)